# Debby Mansveld
Debby Mansveld (Hoogezand-Sappemeer, 21 de desembre de 1972) va ser una ciclista neerlandesa que va combinar la ruta, el ciclocròs i el ciclisme en pista.

## Palmarès en ruta
- 1995
  - 1a a la Parel van de Veluwe
- 1996
  - 1a a la Parel van de Veluwe
  - 1a a la Ster van Zeeland i vencedora d'una etapa
- 1997
  - Vencedora d'una etapa a la Ster van Zeeland
- 1998
  - Vencedora d'una etapa al Trofeu d'Or
- 1999
  - 1a a la Parel van de Veluwe
  - Vencedora d'una etapa a l'Emakumeen Euskal Bira
  - Vencedora d'una etapa a la Ster van Zeeland
  - Vencedora d'una etapa a la Ster van Walcheren
- 2000
  - Vencedora d'una etapa al Giro d'Itàlia
- 2001
  - 1a a l'Amstel Gold Race
  - Vencedora de 3 etapes al Tour de Bretanya
- 2002
  - 1a al Holland Ladies Tour i vencedora de 3 etapes
- 2003
  - 1a a la Parel van de Veluwe
  - Vencedora d'una etapa a la Ster Zeeuwsche Eilanden
- 2004
  - Vencedora de 2 etapes al Ster Zeeuwsche Eilanden
  - Vencedora d'una etapa al Holland Ladies Tour
- 2005
  - Vencedora d'una etapa al Gran Bucle

## Palmarès en pista
- 1999
  -  Campiona dels Països Baixos en 500 metres
- 2000
  -  Campiona dels Països Baixos en 500 metres